# Cantó de Tours-Val-du-Cher
El cantó de Tours-Val-du-Cher és un cantó francès del departament de l'Indre i Loira, situat al districte de Tours. Compta amb part del municipi de Tours.

## Municipis
Comprèn la part del municipi de Tours delimitada per:
- al nord pel bulevard Winston Churchill, el bulevard Richard Wagner i l'avinguda Jacques Duclos (a Saint-Pierre-des-Corps)
- a l'est per Saint-Pierre-des-Corps
- al sud per Saint-Avertin, Chambray-lès-Tours i Joué-lès-Tours
- a l'oest par la ruta dels Deux-Lions, l'avinguda Jean Portalis, la Cher i el pont Saint-Sauveur

## Història
| Data d'elecció                           | Identitat           | Partit | Qualitat |
| ---------------------------------------- | ------------------- | ------ | -------- |
| 1973-1982                                | André Carrête       | UDF    |          |
| 1982-1994                                | Pierrette Vielfault | UDF    |          |
| 1994-                                    | Gérard Gernot       | PS     |          |
| les dades anteriors no són pas conegudes |                     |        |          |
|                                          |                     |        |          |